# Rùa và Thỏ

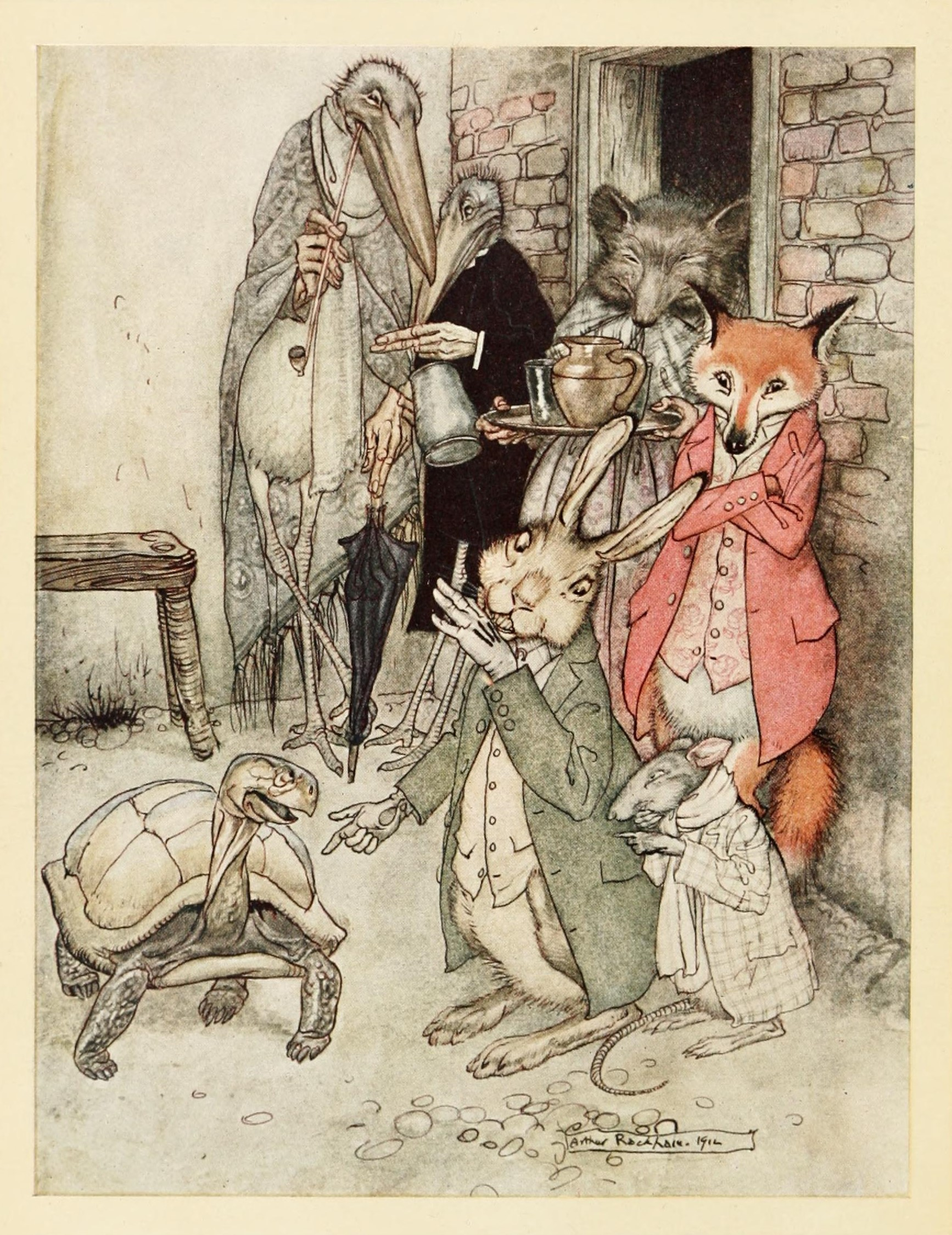
"Rùa và Thỏ", tranh Arthur Rackham, 1912

Rùa và Thỏ nằm trong tập Ngụ ngôn Aesop, và được đánh số 226 theo danh mục Perry. Câu chuyện kể về cuộc đua không cân sức này có nhiều cách hiểu đối lập nhau. Bản thân nó là một biến thể của một truyện dân gian phổ biến nói về việc chiến thắng đối thủ bằng sự khéo léo và thủ đoạn gian trá (chứ không phải bằng sự kiên trì) và khuyên người ta không nên xem thường người khác để rồi nhận hậu quả cay đắng. Có những dị bản cho rằng,tất cả sinh vật trong khu rừng nơi thỏ và rùa sinh sống đã bị thiêu cháy,vì rùa sau khi thắng cuộc được coi là người chạy nhanh nhất khu rừng,được giao nhiệm vụ báo cháy.

## Nội dung chính
Câu chuyện kể về một con thỏ kiêu ngạo hay chê bai rùa chậm chạp. Tức giận với thái độ kiêu ngạo của Thỏ, Rùa thách đấu Thỏ một cuộc thi chạy nhanh. Thỏ nhanh chóng bỏ xa Rùa lại phía sau. An tâm rằng mình sẽ thắng, Thỏ dừng lại nghỉ ngơi dưới 1 gốc cây để chợp mắt một lát. Tuy nhiên khi tỉnh giấc, Thỏ nhận ra đối thủ, đã gần về đến đích trước mình, thỏ vội vàng chạy về đích nhưng không kịp, rùa đã thắng thỏ bằng sừ kiên trì của mình. Phiên bản nằm trong tập Ngụ ngôn La Fontaine (VI. 10) được viết lại dài hơn nhưng về nội dung hầu như không khác gì so với phiên bản của Aesop.
Như một vài truyện ngụ ngôn khác của Aesop, bài học của câu chuyện này có vẻ không rõ ràng. Ngày trước, điều được nhấn mạnh không phải là tính can trường của Rùa trong việc chiến đấu với một kẻ bắt nạt, mà là sự quá tự tin một cách ngu xuẩn của Thỏ. Một nguồn Hy Lạp cổ đại dẫn giải rằng "nhiều người có tài năng thiên bẩm bị hủy hoại bởi sự lười nhác; mặt khác, điềm tĩnh, nhiệt huyết và bền chí có thể chiến thắng lười biếng". Cách ngôn "Chậm mà chắc" được Otto van Veen giới thiệu với người đọc trong cuốn Emblemata Amorum (1608), trong đó có bức hình vẽ cảnh thần Eros đang bước đi dưới lòng đường, quay về phía sau chỉ tay vào con thỏ đang say ngủ khi bị con rùa vượt qua và lời đề từ "tính kiên trì chiến thắng". Sau này, Samuel Croxall cũng dùng cách ngôn "Dục tốc bất đạt" để khẳng định về bài học của câu chuyện. Ngoài ra, cũng có người hiểu theo quan điểm kinh thánh "không phải lúc nào người chạy nhanh cũng thắng cuộc" (Truyền đạo 9:11)

## Câu chuyện
Một buổi sáng trời mát mẻ, bên bờ hồ trong xanh, Rùa đang hì hục tập chạy.
Thỏ đi qua, nhìn thấy vậy thì phá lên cười, nhạo báng:
– Cậu nên thôi cái việc vô ích ấy đi. Khắp cả khu rừng này, ai chả biết họ nhà cậu là giống loài chậm chạp nhất.
Rùa ngẩng lên, đáp:
– Tôi tập chạy cho khỏe.
Thỏ nói:
– Tôi nói thật đấy! Dù cậu có dành cả đời tập chạy, cũng không bao giờ theo kịp được tôi.
Rùa bực mình vì vẻ ngạo mạn của Thỏ, trả lời lại:
– Nếu vậy tôi với anh thử chạy thi xem ai trong chúng ta sẽ về đích trước.
Thỏ phá lên cười, bảo rằng:
– Sao cậu không rủ Sên thi cùng ấy. Chắc chắn cậu sẽ thắng!
Rùa nói chắc nịch:
– Anh đừng có chế giễu tôi. Chúng ta cứ thử thi xem sao. Chưa biết ai thua cuộc đâu!
Thỏ nhíu mày, vểnh đôi tai lên tự đắc:
– Được thôi! Tôi sẽ cho cậu thấy
Rùa và Thỏ quy ước lấy gốc cây cổ thụ bên kia hồ làm đích rồi cả hai vào vạch xuất phát.
Thỏ vẫn ngạo nghễ:
– Tôi chấp cậu chạy trước nửa đường luôn đấy!
Biết mình chậm chạm, Rùa không nói gì, chỉ tập trung dồn sức chạy thật nhanh.
Thỏ nhìn theo mỉm cười, vỗ tay cổ vũ Rùa.
Thỏ nghĩ: “Giờ mà chạy có thắng cậu ta cũng chả vẻ vang gì. Để lúc nào Rùa gần tới nơi, mình phóng lên cán đích trước càng khiến cậu ta nể phục.”
Thế là Thỏ nhởn nhơ gặm cỏ, đuổi theo vui đùa cùng lũ bướm ven đường. Mải chơi, Thỏ quên mất cả cuộc thi.
Thỏ đang khoan thai nằm lim dim ngắm bầu trời trong xanh, mây trôi nhè nhẹ. Bỗng bật dậy nhớ tới cuộc thi. Ngước đầu lên thì Rùa đã gần tới đích. Thỏ cắm đầu cắm cổ chạy nhưng không kịp nữa. Rùa đã về đích trước thỏ.